# Cazzey Louis Cereghino
Cazzey Louis Cereghino est un acteur, écrivain, cascadeur et auteur-compositeur-interprète né le 24 avril 1979 à Milwaukie dans l'Oregon.

## Filmographie

### Acteur

#### Cinéma
- 1995 : Professeur Holland : un diplômé
- 2011 : Elf Employment : le père Noël
- 2011 : Cage Shift : Lenny
- 2012 : Des gens comme nous : un motard
- 2012 : Cappello : le testeur de patience
- 2013 : Doritos: Fashionista Daddy : un homme
- 2015 : The Order: 1986 : Harley Wolf
- 2015 : Lazarus Rising : Bernie le boxeur
- 2015 : The Motherfucker : un homme des cavernes
- 2016 : Let It Bleed
- 2016 : Fowl Seas : Bubbles
- 2018 : Perfect : Estriol
- 2019 : Nation's Fire : le tueur à gages
- 2019 : Los Angeles November, 2019 : Lee Nexis
- 2020 : XL: The Temptation of Christ : Joseph
- 2021 : Courting Mom and Dad : un agent de sécurité
- 2021 : The Champ : le marteau de forgeron
- 2021 : Still Woozy: That's Life : Viking
- 2022 : Bromates : Crazzey
- 2022 : Never Done Getting Better
- 2022 : Peace River : Dieu
- 2023 : Mavrick N Grundy : Dan
- 2023 : Iron Claw : Bruiser Brody
- 2024 : Gym Rat : Crazy Buck

#### Télévision
- 2003 : The Lyon's Den : le tueur à gages (1 épisode)
- 2006-2023 : Jimmy Kimmel Live! : le codétenu et Jose Canseco (3 épisodes)
- 2009 : Battles BC : Moïse (3 épisodes)
- 2010 : L'Ultime Guerrier : le chef taliban (1 épisode)
- 2011 : 1000 Ways to Die : un bagarreur dans le bar (1 épisode)
- 2011 : Got Home Alive : le motard chevelu (1 épisode)
- 2011-2012 : Caribe Road : le chef rebelle des Colombiens (2 épisodes)
- 2012-2015 : Grimm : Harold Johnson et autres personnages (6 épisodes)
- 2014 : Marry Me : un motard (1 épisode)
- 2015 : Philadelphia : Tiny (1 épisode)
- 2015 : Henry Danger : Scud (1 épisode)
- 2017 : Chernobyl : un motard et Brutus (2 épisodes)
- 2018 : L'Arme fatale : Calvin Marks (1 épisode)
- 2019 : Animal Kingdom : Butch E. (1 épisode)
- 2019 : Une famille imprévisible : Alex (1 épisode)
- 2019-2022 : Off the Cuff: Healthy Cooking with Craig Mitchell : Bluto, Brutus et le gars avec le beurre de cacahuète (3 épisodes)
- 2020 : Shameless : Buck (1 épisode)
- 2022 : The Orville : Richie (1 épisode)
- 2022 : SEAL Team : le montagnard (1 épisode)
- 2022 : Des jours et des vies : Barry (1 épisode)

### Cascadeur
- 2003 : The Mullets (1 épisode)
- 2005 : Mi-temps au mitard
- 2010 : L'Ultime Guerrier (1 épisode)
- 2011 : 1000 Ways to Die (1 épisode)
- 2012 : Des gens comme nous
- 2012-2015 : Grimm (4 épisodes)
- 2013 : Street Survivors : The True Story of the Lynyrd Skynyrd Plane Crash
- 2017 : Chernobyl (1 épisode)
- 2018 : L'Arme fatale (1 épisode)
- 2020-2022 : The Rookie : Le Flic de Los Angeles (2 épisodes)
- 2022 : SEAL Team (1 épisode)
- 2022 : Des jours et des vies (1 épisode)
- 2023 : Iron Claw
- 2023 : Barry (2 épisodes)